# 馬自達MX-R01
馬自達MX-R01（或稱MXR-01）是1992年由日本馬自達汽車與湯姆·沃金蕭賽車隊共同合作開發的原型賽車（prototype racing car），共計製作了五輛。

## 概要
1990年代以後，C組賽車對於參賽車輛引擎的規定從「限制燃料使用量的上限」修改成和F1一樣的「3,500c.c.自然吸氣引擎」，而且1992年馬自達被禁止使用曾於利曼24小時耐力賽奪冠的轉子引擎參賽，車隊勢必要轉往更先進的V型十缸引擎發展。由於馬自達車隊的預算有限，無法重新開發符合規則的引擎與底盤。再者，1991年奪冠的787B的車身與底盤也無法容納V型十缸引擎。因此他們改變方針，自外購入符合參賽規則的引擎與底盤，再加以調校優化。
賽車手湯姆·沃金蕭（Tom Walkinshaw）領軍的車隊曾改造RX-7，並於1980、1981連續兩年奪下英國房車賽（British Touring Car Championship）的冠軍、Spa 24小時耐力賽（Total 24 Hours of Spa）冠軍等。馬自達遂與該車隊合作打造出MX-R01，以便參賽。

### 引擎
此款原型賽車的V型十缸引擎購自英國「引擎開發公司」（Engine Developments Ltd.）製造的「朱德牌」（Judd）3.5L V10 GV型引擎。此具引擎於1991年為了一級方程式賽車而設計，馬自達將之改名為MV型。

### 底盤
底盤來自於湯姆·沃金蕭賽車隊先前和捷豹汽車合作時打造的XJR-14，雖然該款車曾於1991年贏得1991年WSC世界賽車選手權錦標賽選手權，但因受限於預算，馬自達無力予以大幅度升級調校。

## 戰績
1992年馬自達順利完成WSC世界賽車選手權錦標賽所有賽事，並獲得綜合成績第三名，其中最佳成績為銀石500km錦標賽（500km of Silverstone）第二名。而在利曼24小時耐力賽中，雖然剛開賽時曾一度領先，但最終只獲得第四名。
在日本，Mazdaspeed派出一輛MX-R01參與JSPC全日本運動原型賽車耐久錦標賽（（日語）全日本スポーツプロトタイプカー耐久選手権；（英文）All Japan Sports Prototype Championship）。當時此錦標賽新、舊制並存，新規則組沒有限制燃油使用量，舊制分組則相反。參與C組賽車舊制的競爭者以渦輪增壓車居多，符合新制規則的MX-R01反而因沒有人參賽而影響總體成績。

## 現今下落
雖然總共製作了五輛，有兩輛MX-R01被拆掉引擎後，置放在區域經銷商「山口馬自達」和「千葉馬自達」的展示中心公開陳列；另有一輛於比賽中撞毀。